# بولبوفییوم آئورکومیوم
بولبوفییوم آئورکومیوم (انگلیسی: Bulbophyllum auricomum) یک گونه از ثعلبیان از سرده بولبوفیلوم است که بوم‌زادی جنوب شرق آسیا، میانمار، تایلند،  اندونزی سوماترا و جاوه است.